# 丹羽長徳
丹羽 長徳（にわ ながのり、1873年（明治6年）8月4日 - 1947年（昭和22年）11月20日）は、明治から大正期の政治家、華族。貴族院子爵議員。旧名・伊達誠一。

## 経歴
旧宇和島藩主・伊達宗徳の六男として生まれ、1902年（明治35年）9月、子爵・丹羽長国の養子となり長徳と改名。養父の死去に伴い、1904年（明治37年）1月23日、子爵を襲爵した。
学習院を修了し、農村経済に関する調査に従事した。
1911年（明治44年）7月10日、貴族院子爵議員に選出され、研究会に所属して活動し、1925年（大正14年）7月9日まで2期在任した。

## 親族
- 妻 - 丹羽組子（くみこ、丹羽長国五女）[1]
- 長女 - 岩崎誠子（せいこ、岩崎清一郎の妻）[1]
- 二女 - 武藤文子（ふみこ、武藤金太の妻）[1]
- 長男 - 丹羽孝一(こういち、1910-1951) ‐ 17代目当主[1] 。妻のヤスは前山久吉の娘[8]。
- 孫 - 丹羽長聰（ながとし、18代目当主。東京二本松会会長）[9]。